# Smaltjärnen (Los socken, Hälsingland, 684199-146041)
Smaltjärnen är en sjö i Ljusdals kommun i Hälsingland och ingår i Ljusnans huvudavrinningsområde.